# 塔尔塔尔湖事件
塔尔塔尔湖事件是2006年伊拉克战争期间，美军4名美军士兵被控谋杀的事件。
这4名美军士兵被控于2006年5月9日在突袭巴格达以北塔尔塔尔湖附近一处反美武装训练营地时枪杀3名俘虏，并威胁另一名美军士兵，如果走漏这一事件就会遭到杀害。 